# Testudinella berzinsi
Testudinella berzinsi is een raderdiertjessoort uit de familie Testudinellidae. De wetenschappelijke naam van deze soort is voor het eerst geldig gepubliceerd in 1952 door Gillard.